# Bonvesin de la Riva
Bonvesin de la Riva, a volte italianizzato in Bonvesino, Bonvicino o Buonvicino (Milano, prima del 1250 – Milano, 1313/1315), è stato uno scrittore e poeta italiano.
La sua produzione letteraria annovera testi poetici e prosastici sia in lingua latina sia in volgare illustre lombardo, tanto che è considerato "padre della lingua lombarda".

## Il nome
L'indicazione onomastica dell'autore non è univoca. Partendo dal cognome, la forma utilizzata dagli editori più recenti, cioè "da la Riva", è quella che figura all'interno del codice più autorevole delle opere volgari dell'autore, l'Ital. Qu. 26, conservato alla Staatsbibliothek di Berlino.
Nei codici delle opere volgari si trova "Da Riva" per probabile semplificazione latineggiante. In due documenti concernenti Bonvesin redatti in latino si incontrano anche le forme "de Lariva" e in un altro quella "de Laripa", mentre la maggior parte delle attestazioni documentarie reca "de la Riva", in alternanza alla più esatta "de Ripa" o "de Rippa", forma con la quale l'autore stesso si appella nel De magnalibus urbis Mediolani.
Per quanto riguarda il nome proprio, altre forme note sono "Bonus Vicinus", "Bonvicinus", "Bonvecinus", "Bovecinus", "Bonvisinus", "Bonvesinus".

## Biografia
Nasce con ogni probabilità a Milano prima del 1250. Ci è noto il nome del padre, Petrus da Laripa. 
Il cognome è stato collegato alla Ripa di Porta Ticinese: benché la tesi non goda attualmente di particolare credito, è tuttavia assodato il possesso da parte dell'autore di beni immobili in quella zona della città.
Fu magister, o doctor gramaticae, nonché frate terziario dell'Ordine degli Umiliati. Fece parte dei decani dell'Ospedale Nuovo o di Donna Bona di Milano e fu confratello dei monaci dell'ordine di san Giovanni Gerosolimitano, cioè gli Ospitalieri, nella chiesa figliale di Porta Romana.
Le notizie biografiche sul suo conto sono desumibili in gran parte da un numero piuttosto esiguo di documenti prodotti tra il 1290 e il 1315, oltre che dalle sue stesse opere.
Sappiamo che dovette risiedere per un certo periodo della sua vita anche a Legnano, borgo dove sovvenzionò l'Ospizio di sant'Erasmo. Per quanto concerne questa istituzione, l'epitaffio funebre di Bonvesin attribuisce la sua fondazione all'autore, ma nonostante ciò non vi sono prove che possano confermare o smentire questa affermazione. Della permanenza a Legnano è testimone un suo componimento in volgare noto come De quinquaginta curialitatibus ad mensam, tuttavia non si conosce con esattezza l'arco cronologico entro il quale soggiornò nel borgo.
L'autore è a Milano entro il 1288, anno di stesura del De magnalibus urbis Mediolani, testo prosastico in latino che presuppone un lavoro di ricerca statistica che dovette essere condotto in loco.
Nel 1290 Bonvesin dimora con la prima moglie a noi nota, Bengedica, in Porta Ticinese. Bonvesin poteva regolarmente contrarre il matrimonio dal momento che i membri del Terzo Ordine degli Umiliati erano di stato laicale. 
Un documento risalente al 2 febbraio 1290 attesta che Bonvesin concedette un prestito di 200 lire di terzuoli ai frati dell'Ospedale della Colombetta di Milano, prestito in cambio del quale assicurò un usufrutto vitalizio per sé e per la moglie a carico dei frati stessi.
Un documento posteriore di circa un anno (datato 26 marzo 1291) testimonia l'acquisto da parte dell'autore di un immobile a scopo abitativo nella parrocchia di san Vito in Porta Ticinese, dimora dove è certo che Bonvesin risiedesse nel 1313. 
Sull'adesione di Bonvesin al Terzo Ordine degli Umiliati è possibile solamente affermare che essa sia precedente alla stesura del De quinquaginta curialitatibus ad mensam, poiché all'interno di questo componimento Bonvesin si nomina come frate. 
Da un documento risalente al 9 settembre 1296, invece, siamo a conoscenza della sua entrata nella confraternita dei monaci dell'ordine degli Ospitalieri. All'interno di questo documento, a Bonvesin è riferito per cinque volte il titolo di magister e per una volta quella di doctor gramaticae.
Bonvesin risulta essere stato membro del Collegio dei decani dell'Ospedale Nuovo o di Donna Bona nel triennio 1303-1305, periodo cronologico dal quale provengono quattro documenti in cui il suo nome è associato a questo ruolo.
Sempre all'interno di quest'ultimo ospedale, Bonvesin dettò il suo primo testamento, datato 18 ottobre 1304 e annullato nove anni dopo da un secondo testamento del 5 gennaio 1313. Alla data a cui risale il primo dei due documenti appena citati Bonvesin risulta sposato non più con Bengedica, bensì con una donna di nome Floramonte. Nonostante i due matrimoni, non risulta che Bonvesin abbia avuto figli.
È ancora il primo testamento a indicare che Bonvesin fosse proprietario non solo della scuola dove insegnava, ma anche della cattedra, dei banchi e delle suppellettili, oltre ai libri detenuti in pegno dagli scolari morosi. Sempre dal medesimo documento si può riscontrare che Bonvesin possedeva alcune case in Porta Tosa che erano concesse in affitto.
Il secondo testamento di Bonvesin fornisce un terminus post quem per datare la morte dell'autore: questo è infatti l'ultimo documento a noi pervenuto in cui Bonvesin risulta ancora vivente ed è datato al 5 gennaio 1313. A questa data l'autore doveva aver smesso di praticare l'attività di maestro, dal momento che nel documento non sono menzionati né libri, né altro materiale per l'insegnamento. 
Nel testamento l'autore lascia in eredità ai Frati della Colombetta lo stabile della parrocchia di san Vito. Bonvesin era certamente defunto prima del 13 marzo 1315, data a cui risale un decreto con il quale Matteo Visconti, signore di Milano, esenta dal pagamento dei fodri i frati della Colombetta risiedenti in san Vito e in cui l'autore viene citato come morto da tempo.
Dalle differenti opere di carità rivolte in particolare a enti religiosi, è possibile inferire come la vita del maestro milanese fu caratterizzata dall'attivismo sociale, in campo educativo e filantropico; in misura meno pronunciata anche in ambito politico, ambito nel quale Bonvesin sembra eleggere come personalità di riferimento quella di Ottone Visconti.
Infatti, è proprio nella figura del vescovo e poi signore di Milano che Bonvesin individua colui che avrebbe potuto garantire la concordia civile.
A questo proposito può essere ricordato come l'Ospedale Nuovo, di cui Bonvesin fu decano, aveva ricevuto nel 1267 un permesso speciale sulla scelta del ministro preposto all'officio liturgico da parte di Ottone Visconti stesso.
Bonvesin è ritenuto la personalità più rilevante della cultura milanese del XIII secolo, nonché il maggior poeta del Nord Italia, assurto quindi a icona ideale della letteratura didattica in volgare del Nord.

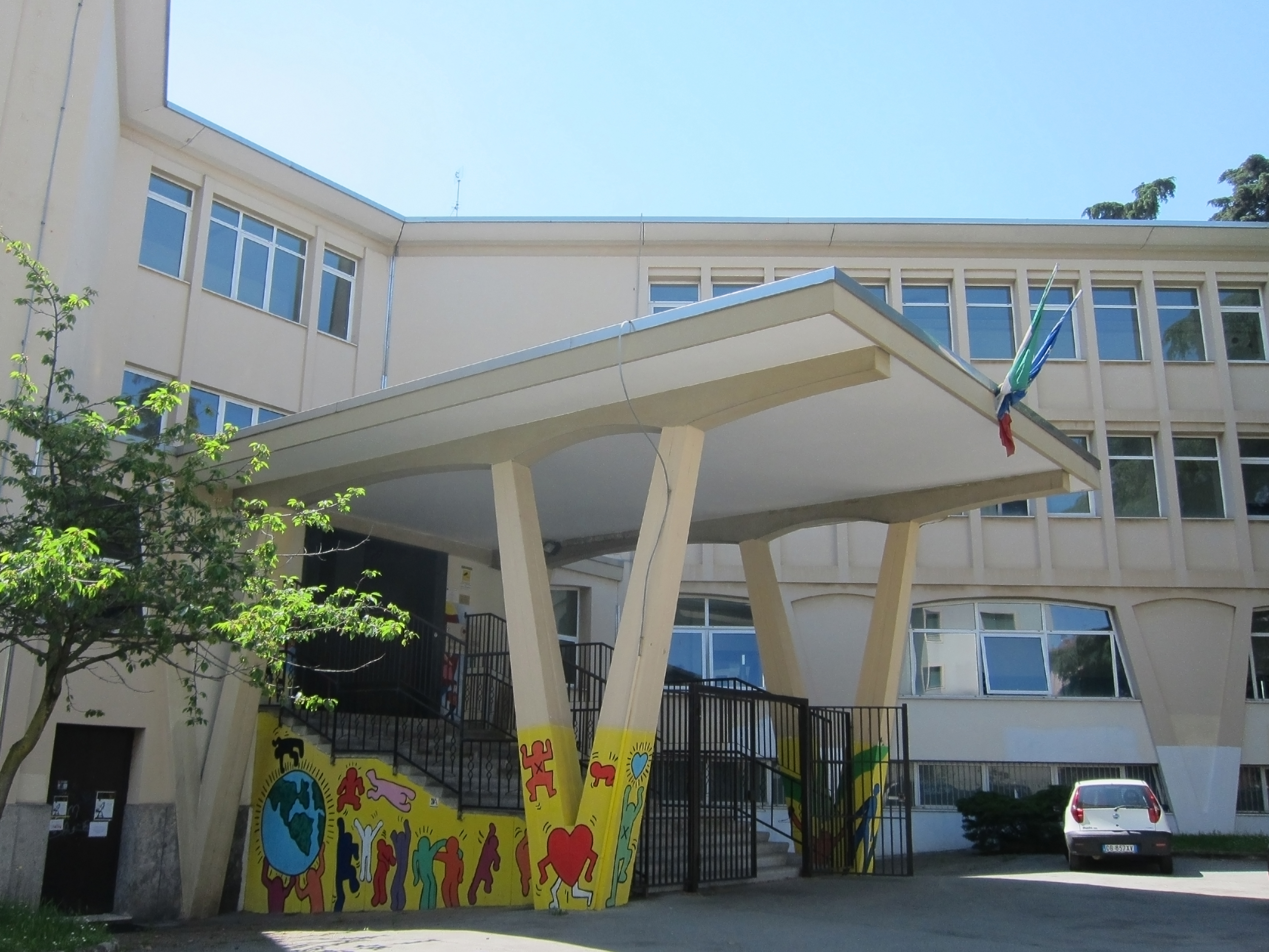
La scuola Bonvesin de la Riva di Legnano

In diverse città italiane Bonvesin da la Riva viene oggi ricordato con delle vie a lui intitolate e nella città di Legnano una scuola secondaria porta il suo nome.

## Opere in volgare lombardo

### La lingua dei volgari di Bonvesin
Gli studiosi che si sono occupati di questo gruppo di componimenti non hanno espresso giudizi concordi circa il codice linguistico adottato da Bonvesin. Se la lingua di queste opere è stata interpretata da un lato come espressione di una nascente koinè lombarda, non può tuttavia essere ignorato il parere di Gianfranco Contini, contrario all'ipotesi menzionata. Questi, infatti, era convinto della presenza all'interno della lingua dell'autore di una componente dialettale locale preponderante, che risulta illustre dal punto di vista stilistico e lessicale e non tanto sotto l'aspetto linguistico.

### I volgari
La produzione volgare di Bonvesin ammonta a circa diecimila alessandrini. Contini ha assegnato a ciascun componimento in volgare una corrispondenza con una lettera alfabetica e ha suddiviso le opere secondo tre categorie: contrasti, volgari espositivi e narrativi, volgari didattici.
Contrasti:
- Disputatio mensium (T)
- De Sathana cum Virgine (A)
- De peccatore cum Virgine (I)
- De anima cum corpore (E, F)
- Disputatio rose cum viola (G)
- Disputatio musce cum formica (H)

Volgari espositivi e narrativi:
- Libro delle Tre Scritture (S): De scriptura nigra (S I); De scriptura rubra (S II); De scriptura aurea (S III)
- De falsis excusationibus (Q)
- De vanitatibus (R)
- De quindecim miraculis (C)
- De die iudicii (D)
- Laudes de Virgine Maria (L)
- Rationes quare Virgo tenetur diligere peccatores (M)
- Vulgare de elymosinis (B)
- Vulgare de passione sancti Iob (O)
- Vita beati Alexii (P)

Volgari didattici:
- De quinquaginta curialitatibus ad mensam (N)
- Expositiones Catonis (V)

A questo elenco deve essere aggiunto il componimento De Cruce (U), ancora inedito all'epoca dell'edizione di Contini e pubblicato solo successivamente.
La produzione volgare di Bonvesin è interamente composta da testi poetici. Lo schema strofico prevalente è quello delle quartine monorime di alessandrini (secondo la configurazione strofica aaaa), eccetto due componimenti (N e V) in cui la rima è baciata (schema strofico aabb). Studiosi eminenti come Contini e D'Arco Silvio Avalle hanno individuato nel Bonvesin autore di volgari l'opera di un traduttore e di un volgarizzatore di preesistenti testi latini.
Probabilmente, il caso più esplicito di questa attitudine è quello dei Disticha Catonis (V) versione volgare della fortunatissima opera tardo-antica di Dionisio Catone. Non si può tralasciare nemmeno il caso del contrasto tra i dodici mesi dell'anno, in cui Bonvesin si rivela traduttore di se stesso: ne deriva che il De controversia mensium latino sia cronologicamente anteriore alla Disputatio mensium (T) volgare.
Inoltre, anche il poemetto De vita scolastica contiene al proprio interno alcuni esempi che verranno parafrasati e ampliati in alcune opere in versi lombardi.
Il Libro delle Tre Scritture è ritenuto, in base a caratteristiche strutturali e formali, il capolavoro in volgare di Bonvesin. L'opera costituisce un antecedente della Commedia di Dante Alighieri: i tormenti del fuoco, del ghiaccio e dei serpenti velenosi sono infatti elementi in comune tra l'inferno bonvesiniano (descritto in S I) e quello dantesco. In aggiunta, la ripartizione dei regni ultraterreni in dodici pene e dodici glorie (queste ultime descritte in S III) risulta un'anticipazione della distribuzione dantesca in cerchi e in cieli. Nell'opera di Bonvesin, tuttavia, non trova spazio la descrizione del purgatorio: S II costituisce, infatti, una parafrasi poetica dei vangeli della Passione.
All'interno del genere dei contrasti, la Disputatio mensium (T) e la Disputatio rose cum viola (G) sono due dei testi in cui Bonvesin esprime le proprie convinzioni politiche. Nel secondo componimento la viola, umile e laboriosa, ha la meglio sull'aristocratica e boriosa rosa, la quale esce sconfitta dal confronto per decreto del Giglio.
In questo poemetto Bonvesin esalta dunque le virtù civiche di Milano incarnate dal popolo, contrapposte alla prepotenza di una certa parte della nobiltà che ha l'obiettivo di ottenere la tirannide fomentando lotte intestine.
L'attenzione alla convivenza tra persone è un tema caro all'autore e particolarmente presente nel De quinquaginta curialitatibus ad mensam (N). Nel componimento viene indicato l'atteggiamento consono da mantenere a tavola: questo momento è infatti ritenuto estremamente significativo sotto il punto di vista dei rapporti sociali. 
Alcuni volgari di Bonvesin possono essere ritenuti alla stregua di poemi agiografici e sono caratterizzati da un andamento prevalentemente narrativo. In uno di questi, il Vulgare de elymosinis (B) non solo è contenuta la narrazione di dieci miracoli, ma è anche sostenuta dall'autore l'utilità delle donazioni economiche a favore degli ospedali. Questa affermazione permette di cogliere un interessante parallelo tra il contenuto di un'opera bonvesiniana e le azioni concretamente compiute dall'autore, che si prodigò nell'aiuto di vari enti ospedalieri.
Sempre all'interno di volgari con tematica analoga, le Laudes de virgine Maria (L) contengono la narrazione di cinque miracoli che fungono da exempla a esposizioni dottrinali. Tra questi miracoli, molto frequenti nella letteratura dell'epoca sono quelli del castellano, del pirata (presenti anche nel De vita scolastica), di Maria Egiziaca e di frate Ave Maria.
Ulteriori componimenti agiografici, che si configurano entro la tipologia delle vite dei santi, sono la Vita beati Alexii (P) e il Vulgare de passione sancti Iob (O). Con i suoi 524 versi, P costituisce il testo narrativo più esteso di Bonvesin.
Il frequente ricorso di Bonvesin a exempla nei suoi volgari espositivi e narrativi avvicina la divulgazione dell'autore alla predicazione francescana e anche ai testi d'ammaestramento in versi di Iacopone da Todi.

### La cronologia delle opere volgari di Bonvesin
Gli studi condotti sino ad ora sulla produzione volgare di Bonvesin non sono riusciti a stabilire una cronologia certa dei componimenti. Gianfranco Contini individua negli anni Settanta e Ottanta del Duecento l'arco cronologico all'interno del quale l'autore scrisse i suoi volgari.
Le ipotesi intorno a questo argomento si basano principalmente sull'analisi della struttura metrica dei componimenti stessi. Il Libro delle Tre Scritture (S) è l'unico componimento tra questi per cui si possa fornire un'indicazione piuttosto precisa, cioè il 1274.
Quest'opera è formata da quartine monorime di alessandrini, prevalenti nella produzione dell'autore rispetto alle quartine di alessandrini con rima baciata. Dal momento che il secondo schema strofico appare più arcaico del primo e, inoltre, il De quinquaginta curialitatibus ad mensam (N) è l'unico volgare certamente scritto nel periodo di soggiorno legnanese (che dovette indubbiamente precedere il 1288), sembra che quest'ultimo testo sia da datare non oltre i primissimi anni Settanta del XIII secolo. 
Inoltre, è stato ipotizzato da Raymund Wilhelm che la Vita beati Alexii (P) sia posteriore al Libro delle Tre Scritture (S) e, di conseguenza, la prima opera citata sia stata scritta dopo il 1274. 

## Opere in latino
La produzione latina di Bonvesin consta di un'opera in prosa che può essere ascritta al genere delle laudes civitatum, il De magnalibus urbis Mediolani, e di due componimenti poetici in versi: De controversia mensium e De vita scolastica. 

### De magnalibus urbis Mediolani
Nel 1288 Bonvesin scrisse il De magnalibus urbis Mediolani, suddiviso in un prologo e otto capitoli. Caratterizzata da un tono marcatamente encomiastico, l'opera è volta ad elogiare Milano. Nei primi quattro capitoli l'attenzione è incentrata sulla descrizione topografica, demografica ed edilizia della città e del suo contado.
La narrazione delle vicende di politica interna di Milano si arresta nel quinto libro alla sconfitta e morte di Federico II. La descrizione della città e delle sue attività produttive è la parte dell'opera che ha stimolato maggiormente l'interesse degli studiosi, a discapito della parte politica, che è pur presente nel testo.
Infatti, all'interno del De magnalibus urbis Mediolani il bersaglio politico individuato da Bonvesin sono le fazioni dei nobili milanesi che parteggiavano per Guglielmo VII di Monferrato, chiamato a Milano per assumere il ruolo di capitano di guerra nel 1278 e deposto da una rivolta popolare capeggiata da Ottone Visconti nel 1282.
L'unico manoscritto a noi pervenuto che conserva l'opera (codice 8288 della Biblioteca Nacional di Madrid, risalente al 1420-1430), scomparso per secoli, fu ritrovato nella biblioteca della capitale spagnola nel 1894 in condizioni di forte deterioramento.

### Opere latine in versi
Due sono i componimenti poetici in lingua latina di Bonvesin, noti sotto il titolo di De controversia mensium (DCM)  e di De vita scolastica.
Il primo di questi consta di 430 esametri e rappresenta la versione latina dell'omonima opera in volgare. All'interno di esso bisogna verosimilmente ravvisare un'allusione alle lotte politico-sociali in atto in Lombardia e, nello specifico, all'interno della città di Milano, nella seconda metà del XIII secolo. Più precisamente, l'opera costituirebbe una critica all'inasprimento del regime autoritario dei Torriani negli anni Settanta del Duecento.
Nell'opera è descritta la ribellione degli undici mesi contro Gennaio (Ianus in latino), accusato sia di essere l'unico di questi a non lavorare affatto, sia di essere sempre dedito all'ozio e al divertimento, nonché di esercitare un controllo dispotico sugli altri mesi e sperperare il prodotto delle fatiche altrui.
A queste accuse segue la decisione degli undici di coalizzarsi tra loro per imbracciare le armi contro il despota. Tuttavia, alla sola vista di questi armato della propria clava, essi desistono e si vedono costretti a stipulare un trattato di pace con Gennaio.
Nel De vita scolastica Bonvesin si occupa a livello teorico della scuola, ambiente a lui familiare a causa del suo ruolo di insegnante. In questo poemetto di 936 distici elegiaci il poeta si prefigge lo scopo di trasmettere norme di comportamento sociale sia agli allievi, sia ai maestri. All'interno dell'opera l'autore esige che i discenti siano puntuali nel pagamento, in modo da non arrecare preoccupazioni al docente e, inoltre, auspica che questi elargiscano a favore del maestro ulteriori regalie, anche sotto forma di compenso economico. Questo componimento di Bonvesin godette di notevole fortuna in epoca rinascimentale, dal momento che se ne contano una ventina di edizioni incunabole o Cinquecentesche.
Per quanto riguarda le opere poetiche in latino, Giovanni Orlandi è fautore della tesi che De controversia mensium sia anteriore al De vita scolastica, questo soprattutto in base all'analisi prosodica e allo studio delle cesure degli esametri presenti nelle due opere. 
Per quanto riguarda il solo De vita scolastica, un'ipotesi di datazione più precisa potrebbe essere fornita dalla presunta dipendenza del componimento in distici di Bonvesin dallo Speculum morale, opera spuria attribuita a Vincenzo di Beauvais e annoverata nella tradizione dello Speculum maius. Il terminus ante quem per la stesura di questo testo sembra dover essere individuato nell'anno 1297. Qualora venga considerata valida questa supposizione, il De vita scolastica non potrebbe essere stato composto prima di questa data. Di Orlandi è invece il giudizio secondo il quale le due opere latine in versi siano inferiori al De magnalibus urbis Mediolani.

## Edizioni

### Opere in volgare
- Beretta, Carlo (ed.), Bonvesin da la Riva, Expositiones Catonis. Saggio di ricostruzione critica, Pisa, Scuola Normale Superiore, 2000
- Contini, Gianfranco (ed.), Le opere volgari di Bonvesin da la Riva. Volume primo (unico uscito): Testi, Roma, Società filologica romana, 1941
- Contini, Gianfranco (ed.), Poeti del Duecento, 2 voll., Milano/Napoli, Ricciardi, 1960, tomo I, pp. 667-712
- Gökçen, Adnan M. (ed.), I volgari di Bonvesin da la Riva. Testi del ms. Berlinese, New York, Lang, 1996
- Gökçen, Adnan M. (ed.), I volgari di Bonvesin da la Riva. Testi dei mss. Trivulziano 93 (vv. 113-fine), Ambrosiano T. 10 sup., N. 95 sup., Toledano Capitolare 10-28, New York, Lang, 2001
- Isella Brusamolino, Silvia (ed.), Bonvesin da la Riva, De Cruce. Testo frammentario inedito, Milano, All'insegna del pesce d'oro, 1979
- Leonardi, Matteo (cur.), Bonvesin da la Riva, Libro delle Tre Scritture, Ravenna, Longo, 2014
- Wilhelm, Raymund (ed.), Bonvesin da la Riva. La Vita di sant'Alessio. Edizione secondo il codice Trivulziano 93, Tübingen, Niemeyer, 2006

### Opere in latino
- Chiesa, Paolo (ed.), Bonvesin da la Riva, Le meraviglie di Milano (De magnalibus Mediolani), Milano, Mondadori-Fondazione Valla, 2009
- Orlandi, Giovanni, Letteratura e politica nei Carmina de mensibus (De controversia mensium) di Bonvesin da la Riva, in: «Felix olim Lombardia». Studi di storia padana dedicati dagli allievi a Giuseppe Martini, Milano, 1978, pp. 103-195
- Vidmanovà-Schmidtovà, Anezka (ed.), Quinque claves sapientiae. Incerti auctoris Rudium doctrina. Bonvicini de Ripa Vita Scolastica, Leipzig, Teubner, 1969